# 井笠鉄道客車第10号形気動車

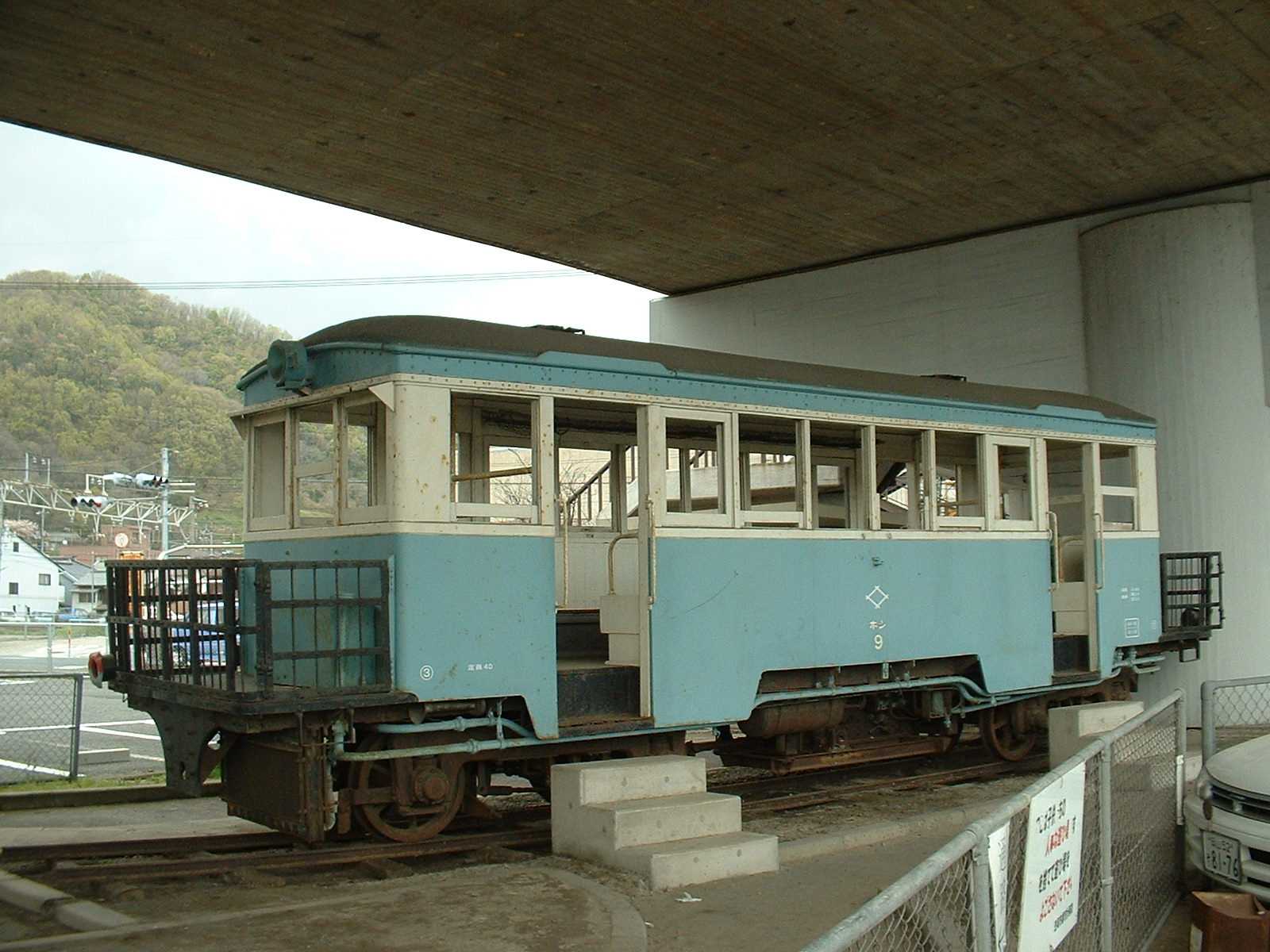
笠岡市交通公園で保存のホジ9

井笠鉄道客車第10号形気動車（いかさてつどうきゃくしゃだい10ごうがたきどうしゃ）は、井笠鉄道に在籍した気動車の1形式である。一般には戦後の形式称号であるホジ7形の名で知られている。
本項ではほぼ同型の改良増備車である客車第11号形（ホジ8・ホジ9）についても併せて取り扱う。

## 概要
1927年3月に竣工したジ1形ジ1・2を筆頭とする、一連の「軌道自動車」群は、乗車定員数が少ないものの高頻度運転の実施によって、井笠鉄道側の期待を上回る絶大な集客力を発揮した。このことに満足した井笠鉄道首脳陣は、その増備として大型でより本格的な機構を備える2軸ボギー式ガソリンカーの導入を検討するようになった。
当時は日本における気動車開発の黎明期であり、メーカー各社は最適な機構を模索して様々な試行錯誤を繰り返していた。ことに井笠鉄道にとっては開業以来の取引があり、「軌道自動車」の製造元でもあった日本車輌製造（日車）本店は、この「軌道自動車」が大ヒットしたが故にその方法論に拘泥して技術的な迷走を続けており、井笠はこの大型ガソリンカーの導入に当たって別のメーカーを選定する必要に迫られた。
井笠鉄道は梅鉢鉄工場に注目した。当時、同社は、大阪・堺に所在し鉄道省指定工場として制式客貨車を納入する一方で、ジ1形と同じ1927年に日本初の実用両運転台式ガソリンカーである南越鉄道ガ1を製造し、その後次第に西日本の地方私鉄へ気動車の販路を広げていた。1931年10月認可で客車第10号としてホジ7が、1932年3月認可で客車第11号としてホジ8・9が、それぞれ梅鉢鉄工場で製造されることとなった。

## 第二次世界大戦前

### 車体
西大寺鉄道キハ1形やキハ100形、あるいは赤穂鉄道カ1形など、当時の梅鉢鉄工場が井笠近隣の地方私鉄各社に供給した気動車群に共通する意匠・構造による、半鋼製リベット組み立て車体を備える。特に1934年に製造された西大寺鉄道キハ100形とは共通点が多く、これらは同時期の梅鉢鉄工場製気動車の標準的な設計に従うものであった。
窓配置はホジ7が1D(1)4(1)D1（D：客用扉、(1)：戸袋窓）、ホジ8・9が(1)D6D(1)で、妻面は非貫通3枚窓で両端に荷台付、戸袋窓以外の側窓・前面窓は1枚下降式となっていた。
また、低いホームからの乗降に備えて客用扉にはステップが備わっており、前面窓上には日除けの庇が取り付けられ、妻面上部屋根上中央に前照灯が前後各1灯ずつ取り付けられていた。
座席は全てロングシートで、クラッチやシフトレバー、それに手ブレーキといった機器の関係で妻窓2枚分の幅の室内スペースを占有していた運転台の対面にも、1人分の短いロングシートが設けられていた。なお内装は天井を含め板張りで、客用扉も木製であった。
この車体はびっしり打たれたリベットもあって野暮ったい印象の外観であったが、総じて堅牢な仕上がりであった。このため、1971年3月の井笠鉄道線全線廃止まで特に大きな改装を施されることもないまま使用され続けた。

### 主要機器

#### エンジン・変速機・逆転機
本形式に遅れて製造された西大寺鉄道キハ100形が動台車に直接機関を搭載する方式を採ったと考えられているのに対し、こちらは台車間の床下に機関台枠を装架する一般的な構造となっており、全体にオーソドックスな設計となっている。
新造段階では、井笠鉄道線にはそれほど大きな勾配が無いことや補修用スペアパーツの調達や貯蔵を考慮して、入手の容易なトラック用のフォードAAエンジンを装架し、変速機も前進4段のフォードAA用純正品をそのまま搭載した。
また、両運転台式気動車実現に当たっての最重要コンポーネントである逆転機については、アイドラーギアを使用する梅鉢鉄工場自社設計品が搭載された。動台車はトラクション確保のため2軸駆動方式を採用しており、逆転機から推進軸とユニバーサルジョイントを介して動台車の軸間に装架された減速機に動力を伝達し、減速機内で減速比6:31のウォームギアによる減速・90度軸方向変換を経て、動台車の両軸にチェーンにより動力を伝達した。
なお、冷却系は太い冷却水パイプを床下ほぼ全長に渡って巡らせ、前後の荷台下の台車と連結器の間にそれぞれラジエターパネルが装架されていた。

#### 台車・ブレーキ
台車は動台車・付随台車ともに当時としては一般的な帯金を折り曲げ加工して組み立てた、軸距650+650=1,300mmの軸ばね式台車である。
ブレーキはホジ7は手ブレーキのみであったが、ホジ8・9は日本エヤーブレーキ社（現・ナブテスコ）製SM直通ブレーキが搭載され、保安度が向上した。

## 第二次世界大戦後
戦後の再気動車化（後述）に際し、1950年4月21日設計変更認可で、富士産業宇都宮工場の手で車体と主要機器の大改造が実施された。

### 車体
基本構造には手が付けられなかったが、窓配置がホジ7の1D(1)4(1)D1に統一され、動台車の心皿位置が変更された。
また、前照灯は屋根上から妻面中央窓直上に移設された。
塗装は当初は戦前と同じ茶色一色であったが、1950年代中盤には妻面を当時流行の湘南電車と同じ「金太郎の腹掛け」式の塗り分けとして窓周り黄色、それ以外を緑とする2色塗り分けに変更され、更に1950年代末以降は妻面も側面と同じく窓上下の補強帯を境界として塗り分ける、直線的な塗り分けに変更されている。

### 主要機器

#### エンジン・変速機・逆転機
エンジンは当初トラック用のいすゞDG32形ガソリンエンジンを搭載する薪ガス代用燃料車として整備され、前進4段後退1段の変速機や台車側最終減速機内装のベベルギアによる逆転機も併せて新製された。
その後、1952年3月14日認可で機関換装が実施され、いすゞDA45形ディーゼルエンジンが搭載された。

#### 台車・ブレーキ
旧台車は廃棄され、ホジ12用に類似した構造を備える鋳鋼製の軸ばね台車が新製された。
戦前とは動台車と付随台車の位置関係が入れ替わり、かつ従来より大型の機関を搭載するために台車間の機器スペースを拡大する必要があったことから、従来心皿位置が前後対称で4,500mm間隔であったものを前後非対称で5,150mm間隔に拡大。動台車は、改造前の2軸駆動方式に代わり、ホジ12と同様に1軸駆動で揺れ枕位置を動軸寄りにシフトさせた偏心台車が採用された。
このため、各台車の軸距は付随台車が650+650=1,300mm、動台車が650+1000=1,650mmとなり、車輪径も戦前の700mmから710mmに拡大された。
なお、ブレーキは全車とも直通ブレーキ搭載となっている。

## 運用
ホジ7の竣工直後の試運転で満足しうる性能が得られたとされ、ホジ8・9の増備が実施された。エンジンに汎用品で整備容易なフォード機関を採用したため、機関部関係の稼働は良好で、井笠本線の直通運転に用いられた。
ただ、戦前の日本の工業力では充分な品質のチェーンが製造できず耐久性に難があり、チェーン切断事故が頻発しその長期的な性能維持には困難が伴った。加えて、公称出力50PS、実質的には40PS級のフォードAAは自重7tの本形式の動力源とするには非力に過ぎた。
このホジ7 - 9の運用実績を受けて、1936年には日本車両製のボギー車ホジ12が増備されている。車体形状は片荷台・片側1扉で、エンジンは依然として出力不足ながら若干出力の高いフォードV8とし、1軸駆動で偏心台車を採用している。
その後、ホジ7 - 9は、燃料事情が悪化した1944年には、機関等を下ろして客車代用とされ、1946年にホハ20 - 22と正式に客車化された。
戦後の1949年には、燃料事情の好転と適切な出力のディーゼルエンジンの入手が可能となったことから、前述の通り富士産業宇都宮工場で大改装を実施の上でホジ7形ホジ7 - 9と元の番号に改番され、気動車として復活した。
更に機関換装で充分な出力が得られるようになった1952年には同年6月より運行が開始された急行列車に充当されるなど、再気動車化後は本線の主力車として重用された。
1955年のホジ1形新製以降は矢掛・神辺支線での運用が主体となり、1967年3月31日の両線廃止で事実上その使途を喪った。
その後はホジ7が鬮場車庫構内での入替用として使用されたが、ホジ8・9は同車庫で休車状態が続き、そのまま1971年3月31日の全線廃止を迎えている。

## 保存
現在、ホジ9が笠岡駅陸橋下の交通公園にて保存展示されている。
ホジ8は廃止後も鬮場車庫跡で保管されていたが、1980年の放火による同車庫焼失時に全焼し、解体された。
なお、残るホジ7は路線廃止後、愛好家の手に引き取られたとされるがその後の消息は不明である。